# Понцано-Венето
Понцано-Венето (італ. Ponzano Veneto, вен. Ponzan) — муніципалітет в Італії, у регіоні Венето, провінція Тревізо.
Понцано-Венето розташоване на відстані близько 430 км на північ від Рима, 33 км на північ від Венеції, 7 км на північний захід від Тревізо.
Населення — 12 495 осіб (2014).
Щорічний фестиваль відбувається 7 серпня. 

## Демографія
Населення за роками:

Станом на 1 січня 2023 року в муніципалітеті офіційно проживало 848 іноземців з 61 країни, серед них 208 громадян країн Євросоюзу та 43 громадяни України.

## Сусідні муніципалітети
- Паезе
- Повельяно
- Тревізо
- Віллорба
- Вольпаго-дель-Монтелло